# ロブ・マーシャル
ロブ・マーシャル（Rob Marshall, 1960年10月17日 - ）は、アメリカ合衆国ウィスコンシン州マディソン出身の映画監督・振り付け師。身長178cm。

## 来歴
1982年にカーネギー・メロン大学を卒業後、ブロードウェイで舞台振り付け師として活動を始める。
1993年に『蜘蛛女のキス』（ミュージカル版）で、1994年には『くたばれヤンキース』で、1998年に『She Loves Me』で、そして1999年にはボブ・フォッシーの『キャバレー』と『Little Me』で、それぞれトニー賞最優秀振り付け賞にノミネートされている。
自他共に認めるボブ・フォッシーのファンであり、かねてから構想を練ってきた彼の代表作『シカゴ』を2002年に映画化。振り付けも担当し、2003年アカデミー賞では最優秀助演女優賞（キャサリン・ゼタ＝ジョーンズ）、最優秀美術賞、最優秀衣装賞、最優秀編集賞、最優秀音響賞、最優秀作品賞の6部門でオスカーを獲得した。続く『SAYURI』でも舞踊の振り付けを担当した。また、『パイレーツ・オブ・カリビアン』シリーズの4作目でメガホンを取る。

## 私生活
舞台演出家・振り付け師のジョン・デルッカ（John DeLuca）と共にニューヨーク市内で暮らしている。

## フィルモグラフィ

### 映画
| 年   | 題名                                                                              | 役割             | 備考       |
| ---- | --------------------------------------------------------------------------------- | ---------------- | ---------- |
| 1999 | アニー Annie                                                                      | 監督・振付       | テレビ映画 |
| 2002 | シカゴ Chicago                                                                    | 監督             |            |
| 2005 | SAYURI Memoirs of a Geisha                                                        | 監督             |            |
| 2009 | NINE Nine                                                                         | 監督・製作・振付 |            |
| 2011 | パイレーツ・オブ・カリビアン/生命の泉 Pirates of the Caribbean: On Stranger Tides | 監督             |            |
| 2014 | イントゥ・ザ・ウッズ Into The Woods                                               | 監督・製作       |            |
| 2018 | メリー・ポピンズ リターンズ Mary Poppins Returns                                  | 監督・製作       |            |
| 2023 | リトル・マーメイド The Little Mermaid                                             | 監督・製作       |            |
| TBA  | Remake's Guys and Dolls Film                                                      | 監督             |            |

## 関連文献
- AfterElton -  Powerful Gay Men in Hollywood